# Đăng ký hộ tịch
Đăng ký hộ tịch, hay nói gọn là hộ tịch, là hoạt động của các cơ quan nhà nước có thẩm quyền (thường là các cơ quan hành pháp, cơ quan quản lý hành chính nhà nước) ghi và lưu lại lại các sự kiện hộ tịch quan trọng của công dân. Hộ tịch được hiểu là những sự kiện cơ bản xác định tình trạng nhân thân của một người từ khi sinh ra đến khi chết. Sự kiện quan trọng thường được ghi nhận bao gồm việc khai sinh, khai tử, kết hôn, ly hôn, hủy việc kết hôn, ly thân tư pháp, nhận nuôi con nuôi, hợp pháp hoá lãnh sự.... Ngoài ra, ở một số nước, việc nhập cư, di dân, và bất kỳ thay đổi nơi cư trú, chỗ ở có thể bị yêu cầu phải thông báo đến cơ quan nhà nước.

## Mục đích
Mục đích chính của đăng ký hộ tịch là để tạo ra hệ thống pháp luật (văn bản pháp luật thậm chí là văn bản quy phạm pháp luật) được sử dụng để thiết lập và bảo vệ các quyền dân sự của cá nhân. Mục đích thứ hai là tạo ra một nguồn dữ liệu cho việc biên soạn các số liệu thống kê quan trọng, phục vụ cho hoạt động thống kê dân cư của nhà nước.
Mục đích quản lý hộ tịch là công việc thường xuyên của các cơ quan nhà nước có thẩm quyền thực hiện để theo dõi thực trạng và sự biến động về hộ tịch, nhằm bảo vệ quyền, lợi ích hợp pháp của cá nhân, tổ chức, để từ đó góp phần tạo cơ sở xây dựng, phát triển kinh tế, xã hội, an ninh quốc phòng và chính sách dân số, kế hoạch hoá gia đình....

## Một số các hoạt động
Tùy theo pháp luật của từng quốc gia mà việc Đăng ký hộ tịch có khác biệt theo đặc thù của từng nước, tuy nhiên một số hoạt động chung có thể kể đến bao gồm:
Hoạt động xác nhận các sự kiện hộ tịch như:
- Sinh: Đăng ký khai sinh trên cơ sở giấy khai sinh
- Kết hôn, ly hôn: Đăng ký kết hôn (trên cơ sở hôn thú), ly hôn trong nước, đăng ký kết hôn, ly hôn có yếu tố nước ngoài
- Tử: Khai tử, tuyên bố khai tử (trên cơ sở giấy chứng tử)...
- Nuôi con nuôi: Nuôi con nuôi trong nước, nuôi con nuôi có yếu tố nước ngoài
- Giám hộ
- Nhận cha, mẹ, con
- Thay đổi họ, tên, chữ đệm (tên đệm hay tên lót)
- Cải chính hộ tịch gồm: thay họ, tên, chữ đệm và ngày, tháng, năm sinh
- Đăng ký khai sinh, khai tử quá hạn
- Đăng ký lại các việc sinh, tử, kết hôn, nhận nuôi con nuôi
- Xác định lại dân tộc, giới tính…

Hoạt động của các cơ quan có thẩm quyền căn cứ vào quyết định của cơ quan nhà nước có thẩm quyền khác ghi vào sổ đăng ký hộ tịch các việc về:
- Ly hôn
- Xác định cha, mẹ, con,
- Thay đổi quốc tịch,
- Mất tích
- Mất năng lực hành vi dân sự
- Hạn chế năng lực hành vi dân sự
- Huỷ hôn nhân trái pháp luật
- Hạn chế quyền của cha, mẹ đối với con chưa thành niên
- Hoặc những sự kiện khác.

Cấp giấy tờ hộ tịch. Giấy tờ hộ tịch do cơ quan nhà nước có thẩm quyền cấp theo thủ tục, trình tự được quy định tại pháp luật mỗi nước và là bằng chứng, chứng cứ công nhận các sự kiện về hộ tịch, làm phát sinh, thay đổi hoặc chấm dứt quyền và nghĩa vụ của cá nhân, tổ chức.

## Tại Việt Nam

### Tổng quan
Đăng ký hộ tịch tại Việt Nam là việc công dân, người nước ngoài làm các thủ tục về đăng ký hộ tịch tại các cơ quan nhà nước ở Việt Nam. Cơ quan nhà nước có thẩm quyền tại Việt Nam sẽ xác nhận các sự kiện: sinh, kết hôn, tử, nuôi con nuôi, giám hộ, nhận cha, mẹ, con, thay đổi, cải chính, bổ sung, điều chỉnh hộ tịch, xác định lại giới tính, xác định lại dân tộc. Các cơ quan này cũng sẽ ghi vào sổ hộ tịch các việc: xác định cha, mẹ, con, thay đổi quốc tịch, ly hôn, hủy việc kết hôn trái pháp luật, chấm dứt nuôi con nuôi….
Việc đăng ký và quản lý hộ tịch được xác định là nhiệm vụ quan trọng, thường xuyên của chính quyền các cấp, nhằm không chỉ theo dõi thực trạng và sự biến động về hộ tịch, trên cơ sở đó bảo hộ các quyền, lợi ích hợp pháp của cá nhân và gia đình, xây dựng các chính sách về kinh tế, xã hội, dân số, kế hoạch hóa gia đình (các mãng lĩnh vực về dân sự) mà thậm chí còn phục vụ cho mục đích về an ninh quốc phòng. Chính vì vậy, quy định bắt buộc những người buộc thực hiện đăng ký hộ tịch phải tự giác đăng ký các sự kiện hộ tịch theo quy định.

### Căn cứ pháp lý
Các văn bản pháp lý làm căn cứ cho hoạt động đăng ký hộ tịch hiện nay tại Việt Nam gồm:
- Luật Hôn nhân và Gia đình năm 2014[2]
- Luật Hộ tịch năm 2014[3]
- Nghị định số 123/2015/NĐ-CP ngày 15 tháng 11 năm 2015 của Chính phủ quy định chi tiết một số điều và biện pháp thi hành Luật Hộ tịch [4]
- Thông tư số 04/2020/TT-BTP[5] của Bộ Tư pháp

### Một số nguyên tắc
Việc đăng ký hộ tịch được thực hiện theo quy định mỗi sự kiện hộ tịch chỉ được đăng ký tại một nơi. Giấy tờ hộ tịch do cơ quan nhà nước Việt Nam cấp cho cá nhân là căn cứ pháp lý xác nhận sự kiện hộ tịch của cá nhân đó, trong đó Giấy khai sinh là giấy tờ hộ tịch gốc của mỗi cá nhân. Ngoài ra, các giấy tờ hộ tịch do Cơ quan đại diện Ngoại giao, Cơ quan Lãnh sự của Việt Nam ở nước ngoài cấp cũng có giá trị như giấy tờ hộ tịch được cấp ở trong nước.
Đối với những Giấy tờ hộ tịch do nước ngoài cấp, khi sử dụng tại Việt Nam thì bắt buộc phải được hợp pháp hóa lãnh sự, trừ trường hợp điều ước quốc tế mà Việt Nam là thành viên có quy định khác riêng đối với Giấy tờ hộ tịch do Cơ quan Ngoại giao, Lãnh sự của nước ngoài tại Việt Nam cấp cho công dân nước đó để sử dụng tại Việt Nam được miễn hợp pháp hóa lãnh sự trên cơ sở nguyên tắc có đi, có lại. Đối với những loại giấy tờ hộ tịch bằng tiếng nước ngoài phải được dịch ra tiếng Việt, bản dịch phải được công chứng.
Việt Nam quy định thẩm quyền đăng ký hộ tịch theo nơi cư trú và thẩm quyền đăng ký hộ tịch là:
- Đối với công dân Việt Nam ở trong nước, thì việc đăng ký hộ tịch được thực hiện tại nơi người đó đăng ký hộ khẩu thường trú, trong trường hợp nếu không có nơi đăng ký hộ khẩu thường trú, thì việc đăng ký hộ tịch được thực hiện tại nơi người đó đăng ký tạm trú có thời hạn theo quy định của pháp luật về đăng ký hộ khẩu.
- Đối với người nước ngoài cư trú tại Việt Nam, thì việc đăng ký hộ tịch được thực hiện tại nơi người đó đăng ký thường trú, trường hợp nếu không có nơi đăng ký thường trú, thì việc đăng ký hộ tịch được thực hiện tại nơi người đó đăng ký tạm trú.

Khi đăng ký hộ tịch, người dân phải xuất trình các giấy tờ để kiểm tra:
- Chứng minh nhân dân hoặc Hộ chiếu
- Sổ hộ khẩu, Giấy chứng nhận nhân khẩu tập thể hoặc Giấy đăng ký tạm trú có thời hạn (đối với công dân Việt Nam ở trong nước), các loại Thẻ thường trú, Thẻ tạm trú hoặc Chứng nhận tạm trú (đối với người nước ngoài cư trú tại Việt Nam).

Người dân nếu có việc hoặc không có điều kiện để đến trực tiếp cơ quan thì có thể uỷ quyền (bằng văn bản có công chứng hoặc chứng thực) cho người khác làm thay ngoại trừ trường hợp đăng ký kết hôn, đăng ký việc nuôi con nuôi, đăng ký giám hộ, đăng ký việc nhận cha, mẹ, con). Nếu người được uỷ quyền là ông, bà, cha, mẹ, con, vợ, chồng, anh, chị, em ruột của người uỷ quyền, thì không cần phải có văn bản uỷ quyền.

### Đăng ký khai sinh, khai tử
Đăng ký khai sinh do Ủy ban nhân dân xã, phường, thị trấn, nơi cư trú của người mẹ thực hiện việc đăng ký khai sinh cho trẻ em. Nếu không xác định được nơi cư trú của người mẹ, thì lấy nơi cư trú của người cha. Nếu không xác định được nơi cư trú của người mẹ lẫn người cha, thì lấy địa điểm nơi trẻ em đang sinh sống trên thực tế thực hiện việc đăng ký khai sinh.
Pháp luật Việt Nam quy định trong thời hạn 60 ngày, kể từ ngày sinh con, cha, mẹ có trách nhiệm đi khai sinh cho con; nếu cha, mẹ không thể đi khai sinh, thì ông, bà hoặc những người thân thích khác đi khai sinh cho trẻ em.
Người đi đăng ký khai sinh phải nộp Giấy chứng sinh do cơ sở y tế, nơi trẻ em sinh ra cấp và xuất trình Giấy chứng nhận kết hôn của cha, mẹ trẻ em (nếu cha, mẹ của trẻ em có đăng ký kết hôn). Nếu không sinh ra tại bệnh viện hay cơ sở y tế thì có giấy tờ xác nhận của người làm chứng, nếu không có người làm chứng, thì người đi khai sinh phải làm giấy cam đoan. Sau đó nhân viên nhà nước sẽ ghi vào Sổ đăng ký khai sinh và bản chính Giấy khai sinh, rồi cấp cho người đi khai sinh một bản chính Giấy khai sinh. Trong trường hợp khai sinh cho con ngoài giá thú, nếu không xác định được người cha, thì phần ghi về người cha trong Sổ đăng ký khai sinh và Giấy khai sinh để trống.
Đối với đăng ký khai tử, Ủy ban nhân dân cấp xã, nơi cư trú cuối cùng của người chết thực hiện việc đăng ký khai tử. Trong trường hợp không xác định được nơi cư trú cuối cùng của người chết, thì Ủy ban nhân dân cấp xã, nơi người đó chết thực hiện việc đăng ký khai tử.
Trong vòng 15 ngày, kể từ ngày chết, thân nhân của người chết có trách nhiệm đi khai tử; nếu người chết không có thân nhân, thì chủ nhà hoặc người liên quan nơi người đó cư trú hoặc công tác trước khi chết đi khai tử. Sau khi kiểm tra các giấy tờ hợp lệ, cán bộ Tư pháp hộ tịch ghi vào Sổ đăng ký khai tử và Giấy chứng tử và cấp cho người đi khai tử một bản chính Giấy chứng tử.

### Đăng ký kết hôn
Khi đăng ký kết hôn, hai bên nam, nữ phải nộp Tờ khai và xuất trình Giấy chứng minh nhân dân. Trong trường hợp một người cư trú tại xã, phường, thị trấn này, nhưng đăng ký kết hôn tại xã, phường, thị trấn khác, thì phải có xác nhận của Ủy ban nhân dân cấp xã, nơi cư trú về tình trạng hôn nhân của người đó. Đối với cán bộ, chiến sĩ đang công tác trong lực lượng vũ trang, thì thủ trưởng đơn vị của người đó xác nhận tình trạng hôn nhân. Sau khi nhận hồ sơ 5 ngày Ủy ban nhân dân cấp xã đăng ký kết hôn cho hai bên nam, nữ.
Khi đăng ký kết hôn, hai bên nam, nữ phải có mặt. Đại diện Ủy ban nhân dân cấp xã yêu cầu hai bên cho biết ý muốn tự nguyện kết hôn, nếu hai bên đồng ý kết hôn, thì cán bộ Tư pháp hộ tịch ghi vào Sổ đăng ký kết hôn và Giấy chứng nhận kết hôn. Hai bên nam, nữ ký vào Giấy chứng nhận kết hôn và Sổ đăng ký kết hôn, Chủ tịch Ủy ban nhân dân cấp xã ký và cấp cho mỗi bên vợ, chồng một bản chính Giấy chứng nhận kết hôn, giải thích cho hai bên về quyền và nghĩa vụ của vợ, chồng theo quy định của Luật Hôn nhân và gia đình. Bản sao Giấy chứng nhận kết hôn được cấp theo yêu cầu của vợ, chồng.

### Đăng ký giám hộ
Bài chi tiết: Giám hộ
Người được giám hộ hoặc người giám hộ thực hiện đăng ký giám hộ tại Ủy ban nhân dân cấp xã nơi cư trú của mình (có thể là nơi thường trú hoặc nơi tạm trú Lưu trữ ngày 4 tháng 12 năm 2020 tại Wayback Machine).
Những người là giám hộ đương nhiên của người được giám hộ phải làm một văn bản thỏa thuận về việc cử một người làm giám hộ đương nhiên (nếu có nhiều người giám hộ đương nhiên), văn bản này nộp kèm Tờ khai đăng ký giám hộ. 
Nếu người giám hộ do Ủy ban nhân dân cấp xã cử ra thì chỉ cần nộp Tờ khai đăng ký giám hộ.
Trong thời hạn 03 ngày làm việc kể từ ngày nhận đủ giấy tờ, nếu thấy đủ điều kiện theo quy định pháp luật thì công chức tư pháp - hộ tịch ghi vào Sổ hộ tịch và cùng người đi đăng ký giám hộ ký vào Sổ hộ tịch, báo cáo Chủ tịch Ủy ban nhân dân cấp xã cấp trích lục cho người yêu cầu.
Trường hợp chấm dứt giám hộ thì người giám hộ nộp Tờ khai đăng ký chấm dứt giám hộ cho Ủy ban nhân dân cấp xã nơi đã đăng ký giám hộ. Trong thời hạn 02 ngày làm việc kể từ ngày nhận đủ giấy tờ, công chức tư pháp - hộ tịch ghi việc chấm dứt giám hộ vào Sổ hộ tịch, cùng người đi đăng ký chấm dứt giám hộ ký vào Sổ hộ tịch và báo cáo Chủ tịch Ủy ban nhân dân cấp xã cấp trích lục cho người yêu cầu.